# 워너 브라더스 스튜디오 투어
워너 브라더스 스튜디오 투어(영어: Warner Bros. Studio Tours)는 워너 브라더스가 소유하고 운영하는 관광지다.

## 같이 보기
- 워너 브라더스 스튜디오 투어 런던 – 더 메이킹 오브 해리 포터
- 워너 브라더스 스튜디오 리브즈든
- 위저딩 월드 오브 해리 포터
- 워너 브라더스 무비 월드
- 파르케 워너 마드리드
- 유니버설 파크 & 리조트
- 워너 브라더스